# Розенмюллер, Эрнст Фридрих Карл
Эрнст Фридрих Карл Розенмюллер (нем. Ernst Friedrich Karl Rosenmüller, 1768—1835) — немецкий ориенталист. Сын Иоганна Георга Розенмюллера; был профессором восточных языков в Лейпциге.

## Труды
Главнейшие сочинения:
- «Scholia in Vetus Testamentum» (Лейпциг, 1788—1835, 23 т.;
  - извлечение из него издано в 6 т. под заглавием: «Scholia in Vetus Testamentum in compendium redacta», Лейпциг, 1828—36)
- «Handbuch der biblischen Altertumskunde» (Лейпциг, 1823—31)
- «Analecta arabica» (Лейпциг, 1825—28), содержавшая, в частности:
  - извлечения из кодекса ханифского права Ибрагима Халеби
  - арабский оригинал муаллаки Кааба бен Зогейра.